# Most Samuela Becketta, Dublin
Most Samuela Becketta (irsko Droichead Samuel Beckett) je most s poševnimi zategami v Dublinu, ki povezuje Quay sira Johna Rogersa na južni strani reke Liffey in Guild Street in North Wall Quay na območju Docklands. 

## Oblikovanje in konstrukcija
Arhitekt Santiago Calatrava je bil vodilni oblikovalec mostu Samuela Becketta. Sodeloval je pri inženirskih in strukturnih vidikih projekta z inženirji družbe Roughan & O'Donovan. 
To je bil drugi most na območju, ki ga je zasnoval Calatrava, prvi je most Jamesa Joyca, ki stoji gorvodno na reki Liffey. 
Zgradila ga je skupina "Graham Hollandia Joint Venture". Glavni razpon mostu nosi 31 kablov, na njem so štirje prometni pasovi in dve pešpoti. Lahko se odpira (zavrti) pod kotom 90 stopinj, kar omogoča prehod ladij. To se doseže z rotacijskim mehanizmom, nameščenim na dnu pilona.
Oblika pilona in njegovih kablov naj bi prikazovala podobo harfe, ki leži na robu . (Harfa je nacionalni simbol Irske že od 13. stoletja).
Jekleno konstrukcijo mostu je v Rotterdamu zgradila Hollandia , nizozemska družba, ki je odgovorna tudi za izdelavo jeklene konstrukcije Londonskega očesa (London Eye) . Razponsko jekleno konstrukcijo mostu je, v približno petih dneh na 90 m × 29 m velikem pontonu, 3. maja 2009 pripeljala prevozna družba ALE Heavylift iz pristanišča Hollandie v Krimpen aan den IJssel. 
Most, ki je stal 60 milijonov EUR , je bil imenovan po irskem pisatelju Samuelu Becketu. 10. decembra 2009 ga je uradno odprl za pešce dublinski župan Emer Costello in naslednji dan ob 7.00 še za cestni promet. 
Most je leta 2010 postal »Inženirski projekt leta«.

## Kritike
Komentatorji so kritizirali omejitve prometa v okolici mostu, in govorili, da bi z določenimi preusmeritvami na mostu blokirali promet v mestnem središču, kar bi bilo v nasprotju z namenom izgradnje mostu zmanjšati promet na dolvodnih mostovih . Nezadovoljstvo je bilo izraženo tudi zaradi dejstva, da bi te omejitve prisilile voznike k uporabi cestninskega mostu East-Link. Mestni svet Dublina je odgovoril, da je An Bord Pleanála (odbor za načrtovanje) sprejel te omejitve, da bi preprečili, da bi izven mestni uporabniki mostu East-Link prišli v mesto.
Ob odprtju je bilo tudi kritizirano, da nobena avtobusna služba ni načrtovala uporabe mostu. 